# Nerax auribarbis
Nerax auribarbis là một loài ruồi trong họ Asilidae. Nerax auribarbis được Wiedemann miêu tả năm 1821. Loài này phân bố ở vùng Tân nhiệt đới.